# سینث‌سایزر

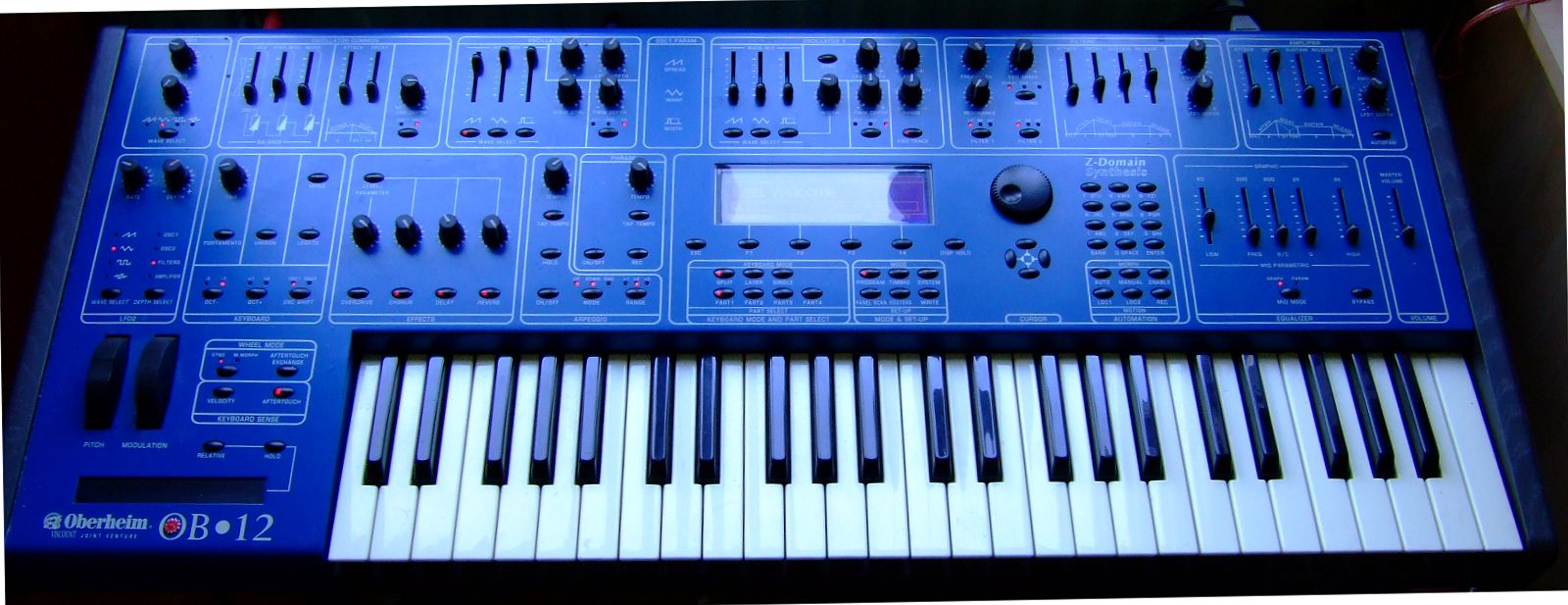
یک سینتی سایزر آبِرهیم اوبی۱۲

سینتی سایزر [سینثی سایزر] (به انگلیسی: Synthesizer یا Synth) (به فارسی: ساز برقی یا ترکیب‌کننده) ابزار الکترونیکی است که قادر به تولید انواع مختلف صدا و ترکیب سیگنال‌های با فرکانس متفاوت است. سینت سایزر به جای تولید صدای مستقیم طبیعی سیگنال‌های الکتریکی می‌سازد که می‌تواند متعاقباً از داخل بلندگو یا هدفون پخش شود.

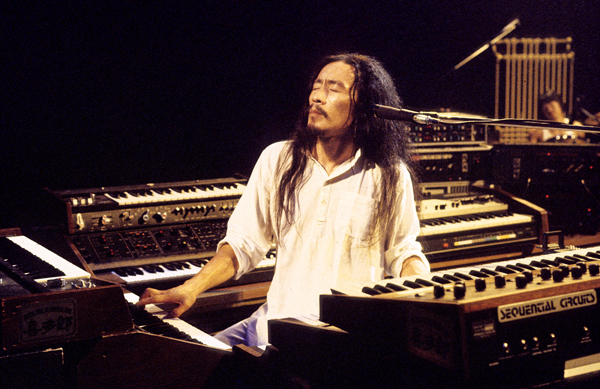
کیتارو آهنگساز مشهور اهل ژاپن یکی از بهترین نوازندگان سینت سایزر در جهان است که در آهنگ‌هایش از این ساز بسیار استفاده می‌کند.

سینتی سایزرها غالباً ولی نه الزاماً توسط کلاویه‌های پیانویی کنترل می‌شوند، که منجر به دسته‌بندی آن‌ها در رده کیبوردها می‌شود. سینت سایزر می‌تواند طیف گسترده‌ای از صداها را شامل صداهای انواع آلات موسیقی، صداهای انسانی و خاص و صداهای طبیعی و حتی صداهایی که پیش از این وجود نداشته‌اند را به صورت یک طنین با فرکانس‌های مشخص و متفاوت الکتریکی تولید و ترکیب نماید به عبارت دیگر سینتی سایزر می‌تواند به همانندسازی صداهای موسیقایی، شامل انواع آلات موسیقی و صداهای طبیعی یا غیر موسیقایی بپردازد یا نواهای نامتعارف تولید کند.
سینتی سایزرها با روش‌های متعددی به تولید سیگنال‌های الکتریکی صداهای مختلف می‌پردازد که این روش‌های تولید و ترکیب سیگنال‌های صدایی، منجر به دسته‌بندی انواع مختلفی از این وسیله می‌شود که عبارتند از: سینت‌های افزاینده و کاهنده، سینت‌های جدول امواج، سینت‌های فرکانس تلفیق، سینت‌های فاز اغتشاش، سینت‌های سمپل پایه و سینت‌های قالب‌سازی فیزیکی.

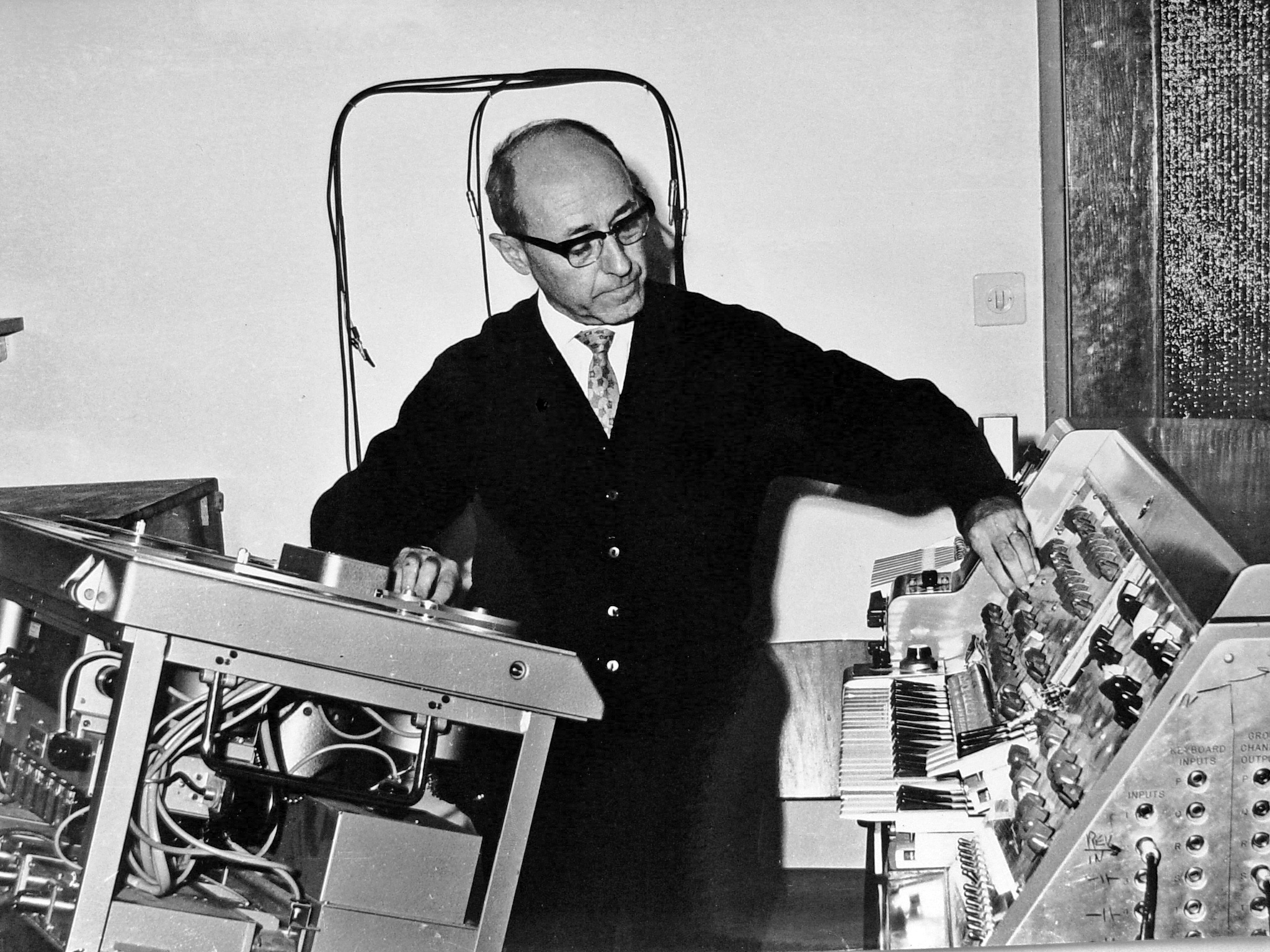
آهنگساز اسرائیلی جوزف تال در استودیوی موسیقی الکترونیک در اورشلیم (۱۹۶۵) - در سمت راست تصویر دستگاه سینتی سایزر ساختهٔ Hugh Le Caine دیده می‌شود.

اولین سینتی سایزر الکتریکی در سال ۱۸۷۶ توسط الیشا گری اختراع شد، وی به دلیل توسعه بخشیدن به مدل‌های اولیه تلفن شناخته شده بود. رابرت موگ با اختراع مدل کاملاً جدیدش انقلابی در صنعت ساخت سینت سایزرها انجام داد که در سال ۱۹۶۸ توسط وندی کارلوس در آلبوم «باخ روزآمد» استفاده شد، آلبومی محبوب که صدای سینتی سایزرها را به موسیقی‌دان‌های بسیاری معرفی کرد. در سال ۱۹۷۰ توسعه اجزای جامد مینیاتوری به سینت سایزرها اجازه داد تا تبدیل به ابزارهایی خود متشکل، قابل حمل و آسان برای به‌کارگیری در اجراهای زنده شوند. در اوایل دهه ۱۹۸۰ میلادی، کمپانی‌هایی مانند یاماها شروع به فروش سی‌نتی سایزر نسبتاً کوچک و مقرون به صرفه‌ای مانند یاماها دی ایکس ۷ کردند، به هنگام توسعه واسط‌های ابزار موسیقی دیجیتال راه را برای آسان‌ترکردن ادغام و هماهنگی سینت سایزرها با دیگر ابزارهای الکترونیکی هموار کرد. در اوایل دهه۱۹۹۰ میلادی سینت سایزرهای پیچیده دیگر نیازی به متخصصین سخت‌افزار نداشتند و شروع به ظهور در قالب نرم‌افزارها در کامپیوترهای شخصی کردند، اغلب به صورت شبیه‌سازی سخت‌افزار و دستگیره‌ها و پیچ‌ها روی صفحه نمایش.
با شروع قرن ۲۱، سینتی سایزرها در بسیاری از ژانرهای موسیقی نظیر؛ موسیقی پاپ، موسیقی راک، موسیقی دنس و… مورد استفاده قرار گرفته است. برخی از آهنگسازان موسیقی کلاسیک معاصر نیز برای سینتی سایزرها قطعاتی را نوشته‌اند.